# Björn Ehrling Wohlin
Olle Björn Ehrling Wohlin, artistnamn Björn Ehrling, född den 31 december 1937 i Glöte i Linsells socken, Härjedalen, död 7 juni 1980 i Turinge-Taxinge församling, Nykvarns kommun var en svensk trubadur och ordförande för Yrkestrubadurernas Förening (YTF).  

## Biografi
Ehrling växte upp i byn Glöte i Härjedalens kommun. Han blev där introducerad till sång och spel av vännen Roland Cedermark. Dessa kom ofta att spela tillsammans när det vankades dans i bygden i Härjedalen.  
Han gav under sin karriär många konserter och turnerade flitigt, bland annat i Norrland tillsammans med Tobben & Ero, som han introducerade till den svenska vismusiken. 
Tillsammans med YTF anordnade han årliga konserter, bland annat Trubadur-festivalen i Nykvarn, 31 maj 1975, där trubadurerna Cornelis Vreeswijk och Fred Åkerström medverkade. Han släppte sin första LP "utan gräns" 1976. Utöver sina egna kompositioner gjorde han tolkningar av bland andra Victor Jara, Evert Taube och Dan Andersson.
Ehrling anses vara den som på allvar introducerade Portugisisk folkmusik, fadon, till Sverige . Detta efter dennes resor till Portugal.

## Politiskt engagemang
Ehrling var politiskt engagerad i Socialdemokraterna och turnerade tillsammans med Monica Zetterlund som Olof Palmes valsångare inför riksdagsvalet 1976.
Han var även valsångare för Partido Social Democrata inför det första fria valet i Portugal efter militärdiktaturens fall under Nejlikerevolutionen, 25 april 1974. 

## Diskografi

### Album utgivna i Sverige
- 1976 – Utan gräns
- 1978 – Frihetens legender

### Medverkat på
- 1972 - YTF på Gröna Lund
- 1975 - Spanien 75 - Solidaritet Mot Fascismen
- 1977 – Glimtar från ABF-Forum
- 1977 – Framåt kamrater